# У Фансьєнь

У Фансьєнь (кит.: 吳芳嫺吳芳嫺) —   тайванська тенісистка, що здебільшого спеціалізується на парній грі, триразова чемпіонка Універсіади. 

## Фінали турнірів WTA

### Парний розряд: 6 (3 титули)
| Легенда       |
| ------------- |
| Grand Slam    |
| WTA 1000      |
| WTA 500 (0–1) |
| WTA 250 (3–1) |

| За поверхнею |
| ------------ |
| Хард (3–2)   |
| Грунт (0–0)  |
| Трава (0–0)  |
| Килим (0–0)  |

| Результат | В–П | Дата     | Турнір                          | Статус   | Поверхня | Партнерка    | Супротивниці                         | Рахунок         |
| --------- | --- | -------- | ------------------------------- | -------- | -------- | ------------ | ------------------------------------ | --------------- |
| Перемога  | 1–0 | Лют 2023 | Hua Hin Championships, Таїланд  | WTA 250  | Хард     | Чжань Хаоцін | Ван Сіньюй Чжу Лінь                  | 6–1, 7–6(8–6)   |
| Поразка   | 1–1 | Лют 2023 | Merida Open, Мексика            | WTA 250  | Хард     | Ван Сіньюй   | Кеті Макнеллі Діан Паррі             | 0–6, 5–7        |
| Поразка   | 1–2 | Сер 2024 | Washington Open, США            | WTA 500  | Хард     | Цзян Сіньюй  | Тейлор Таунсенд Ейджа Мухаммад       | 6–7(0), 3–6     |
| Перемога  | 2–2 | Січ 2025 | Auckland Open, Нова Зеландія    | WTA 250  | Хард     | Ван Сіньюй   | Александра Крунич Сабріна Сантамарія | 6–3, 6–4        |
| Перемога  | 3–2 | Січ 2025 | Hobart International, Австралія | WTA 250  | Хард     | Ван Сіньюй   | Моніка Нікулеску Фанні Штоллар       | 6–1, 7–6(8–6)   |
| Поразка   | 3–3 | Лют 2025 | Qatar TotalEnergies Open        | WTA 1000 | Тверде   | Цзян Сіньюй  | Сара Еррані Жасмін Паоліні           | 7–5, 7–6(12–10) |

## Фінали турнірів WTA Challenger

### Парний розряд: 3 (2 титули)
| Результат | В–П | Дата     | Турнір                           | Поверхня  | Партнерка  | Супротивниці                       | Рахунок          |
| --------- | --- | -------- | -------------------------------- | --------- | ---------- | ---------------------------------- | ---------------- |
| Перемога  | 1–0 | Лис 2019 | Taipei Challenger, Тайвань       | Килим (з) | Лі Ясюань  | Даліла Якупович Данка Ковінич      | 4–6, 6–4, [10–7] |
| Перемога  | 2–0 | Чер 2023 | Makarska International, Хорватія | Ґрунт     | Інгрід Ніл | Анна Сіскова Рената Ворацова       | 6–3, 7–5         |
| Поразка   | 2–1 | Лип 2024 | Contrexeville Open, Франція      | Ґрунт     | Чжан Шуай  | Оксана Калашнікова Ірина Шиманович | 7–5, 3–6, [7–10] |